# Birgland

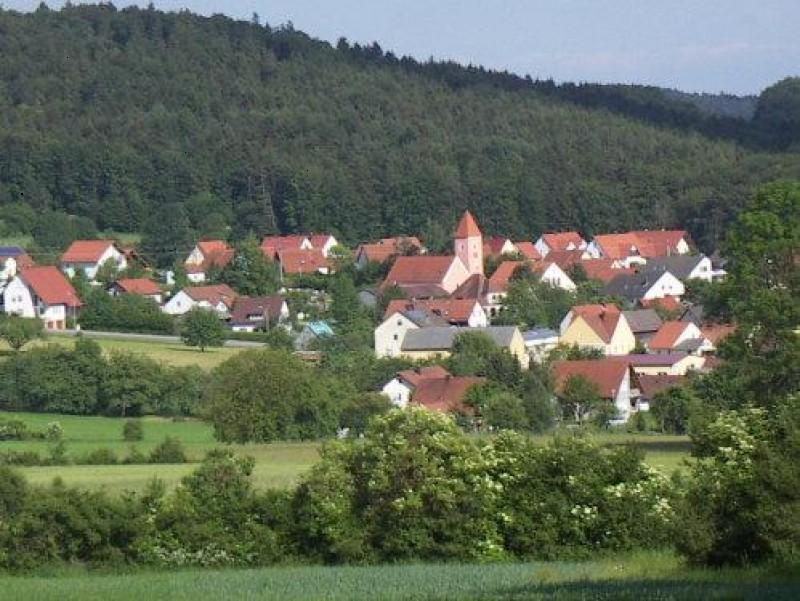
Birgland

Birgland ist eine Gemeinde im Oberpfälzer Landkreis Amberg-Sulzbach, sie ist Mitglied der Verwaltungsgemeinschaft Illschwang und zählt zur Metropolregion Nürnberg.

## Geografie

### Lage
Die Gemeinde liegt in der Region Oberpfalz-Nord nahe der Bundesautobahn 6, zwischen den Ausfahrten Alfeld und Sulzbach-Rosenberg, etwa 15 km südlich der Stadt Sulzbach-Rosenberg. Die Entfernung nach Nürnberg beträgt 49 km. Die mittlere Höhenlage ist etwa 600 m ü. NHN. Höchste Erhebung ist der Poppberg mit zirka 653 m ü. NHN. Dieser ist zugleich die zweithöchste Erhebung der Fränkischen Alb. Durch die Gemeinde Birgland verläuft die europäische Hauptwasserscheide zwischen Rhein und Donau. Die Kirche in Poppberg steht genau auf der Wasserscheide; das Regenwasser von der nördlichen Dachhälfte fließt zum Rhein, das von der südlichen zur Donau.

### Gemeindegliederung
Es gibt 42 Gemeindeteile (in Klammern ist der Siedlungstyp angegeben):
- Aicha (Dorf)
- Ammerried (Einöde)
- Ammersricht (Einöde)
- Baumgarten (Einöde)
- Betzenberg (Dorf)
- Buchhof (Weiler)
- Burkartshof (Einöde)
- Dickatshof (Einöde)
- Dollmannsberg (Weiler)
- Eckeltshof (Dorf)
- Eckertsfeld (Dorf)
- Frechetsfeld (Dorf)
- Fürnried (Pfarrdorf)
- Geigenwang (Weiler)
- Gronatshof (Weiler)
- Hainfeld (Weiler)
- Haslach (Einöde)
- Hirschricht (Weiler)
- Höfling (Weiler)
- Kegelheim (Dorf)
- Kutschendorf (Einöde)
- Leinberg (Einöde)
- Leinhof (Weiler)
- Lichtenegg (Dorf)
- Matzenhof (Dorf)
- Nonnhof (Weiler)
- Ödammershüll (Einöde)
- Ödhaag (Dorf)
- Ödthal (Einöde)
- Pleishof (Einöde)
- Poppberg (Kirchdorf)
- Reichenunholden (Weiler)
- Riedelhof (Dorf)
- Rothsricht (Weiler)
- Schwend (Kirchdorf)
- Schwenderöd (Weiler)
- Sunzendorf (Weiler)
- Tannlohe (Einöde)
- Troßalter (Dorf)
- Wolfertsfeld (Dorf)
- Woppenthal (Weiler)
- Wurmrausch (Weiler)

Es gibt die Gemarkungen Betzenberg, Eckeltshof, Frechetsfeld, Fürnried, Poppberg mit Wolfertsfeld, Gronatshof und Matzenhof, Schwend und Sunzendorf.

### Größere Gemeindeteile
- Wolfertsfeld

Um 1600 drittgrößtes Dorf und heute eines der kleinsten mit 32 Einwohnern, einer der Austragungsorte des Jura-Hills-Reggae-Festivals 1994
- Frechetsfeld
- Fürnried

Das Kirchdorf (evangelische Kirche Sankt Willibald mit romanischem Turm aus dem 12. Jahrhundert), 1043 als forha (vermutlich von Föhre) erstmals urkundlich erwähnt, wurde mehrmals bei Dorfverschönerungswettbewerben ausgezeichnet.
- Poppberg

Der höchstgelegene Ort des Oberpfälzer Juras mit seiner Burgruine Poppberg auf dem Poppberg (ca. 653 m ü. NHN)
- Lichtenegg

Mit der Burgruine Lichtenegg.
- Schwend
- Sunzendorf

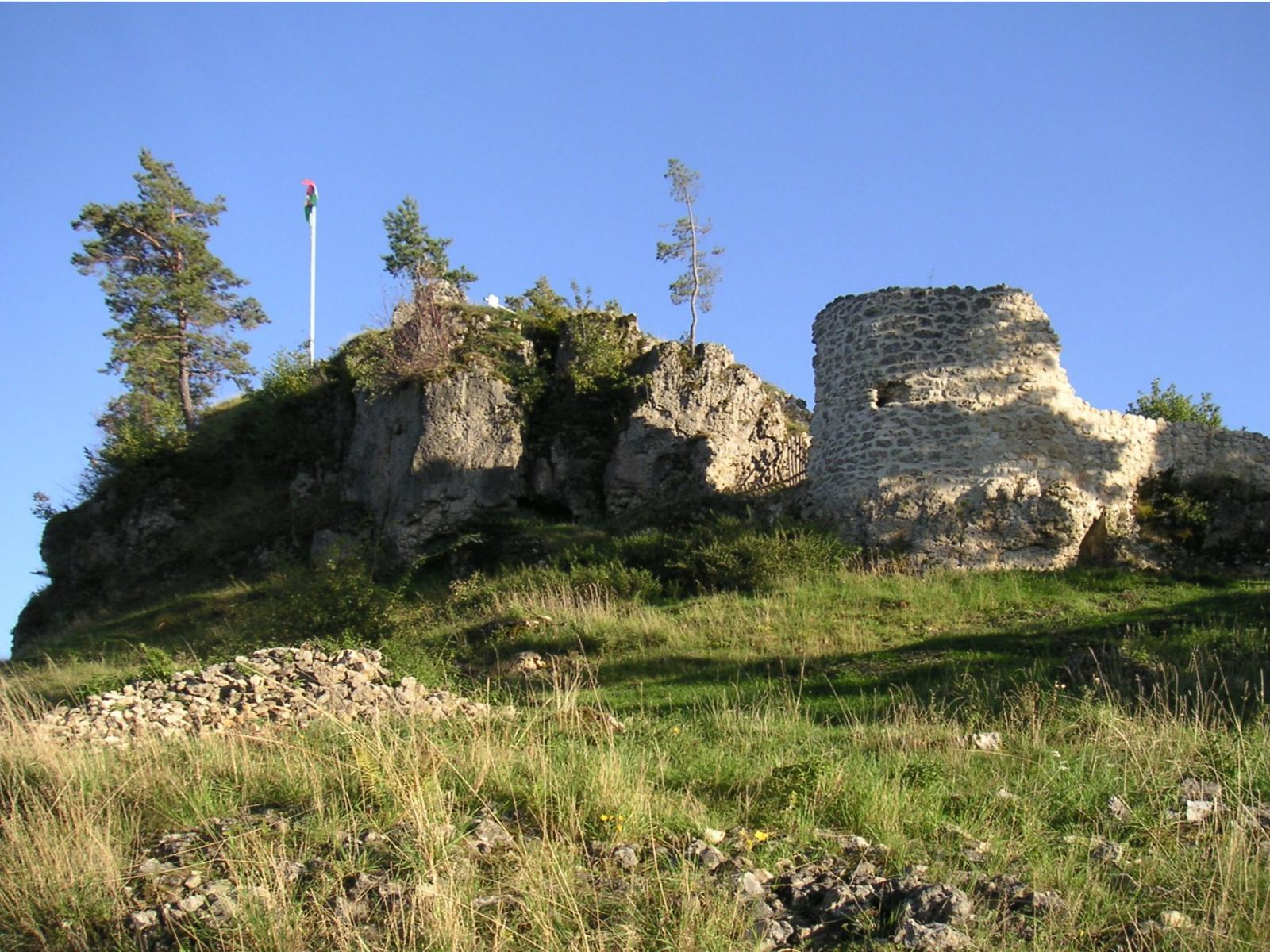
Burgruine Lichtenegg im Gemeindeteil Lichtenegg
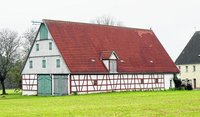
In Birgland existieren parallel der fränkische und oberpfälzer Baustil.
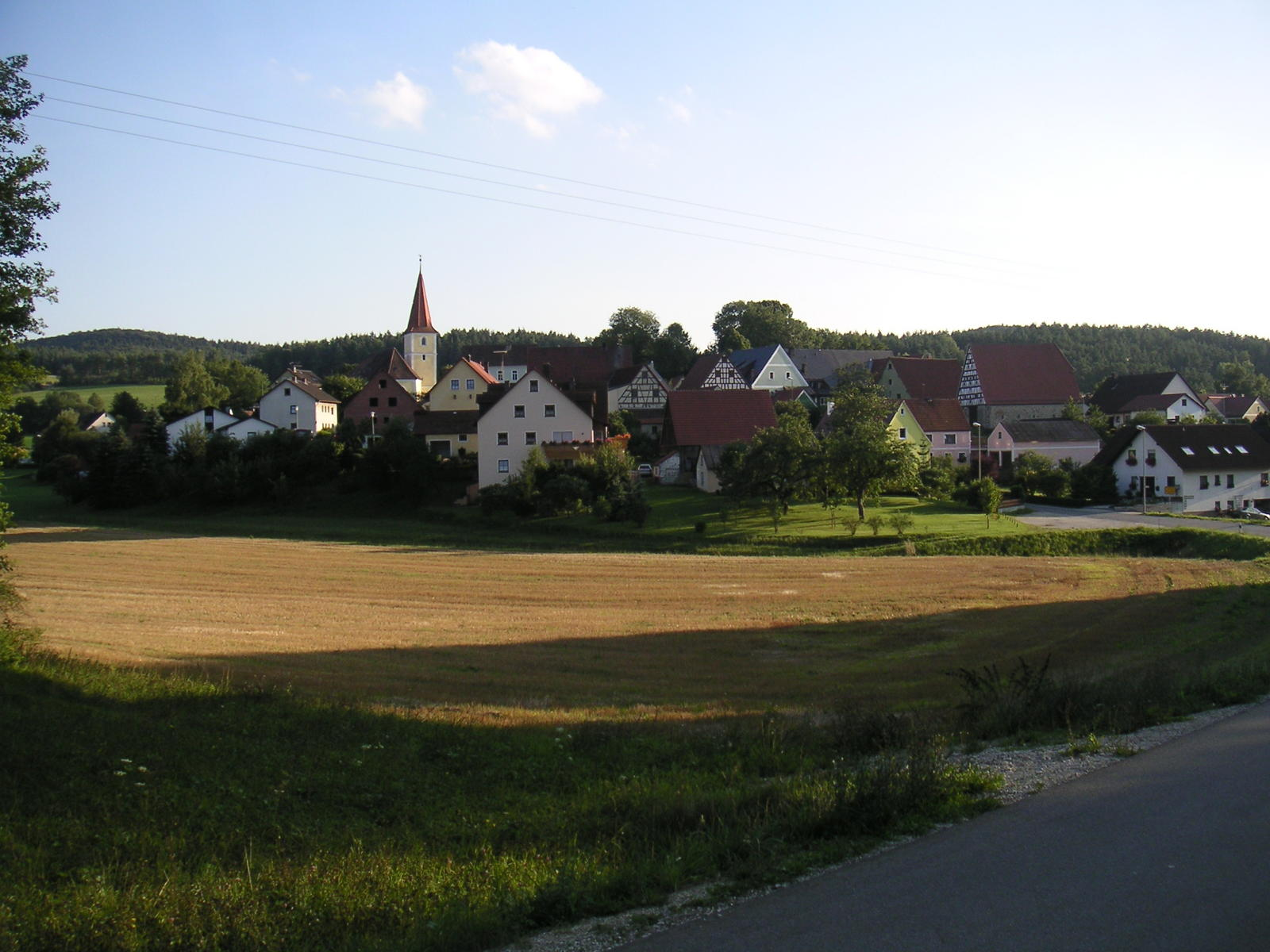
Fürnried
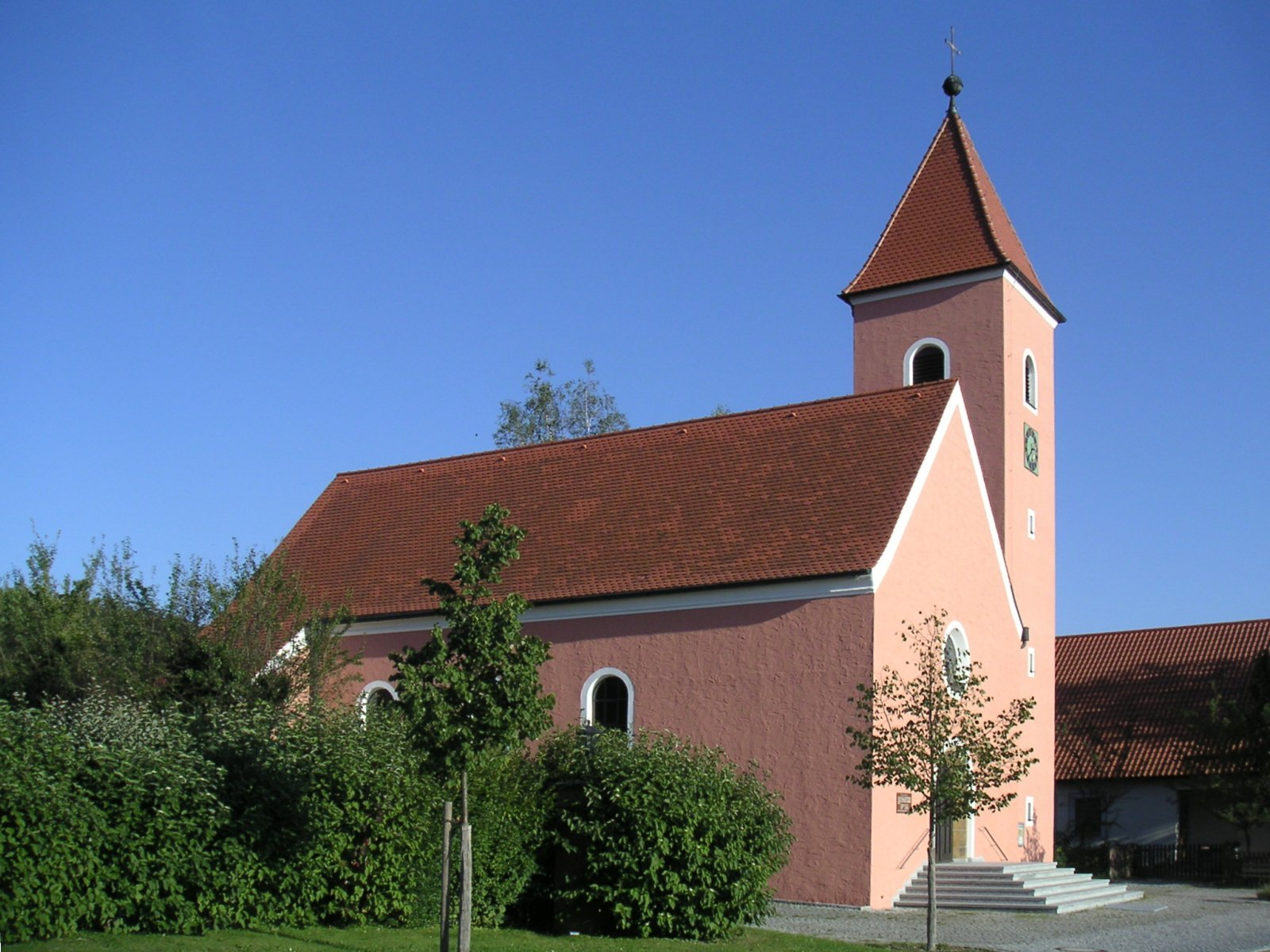
Kirche Schwend, Langseite
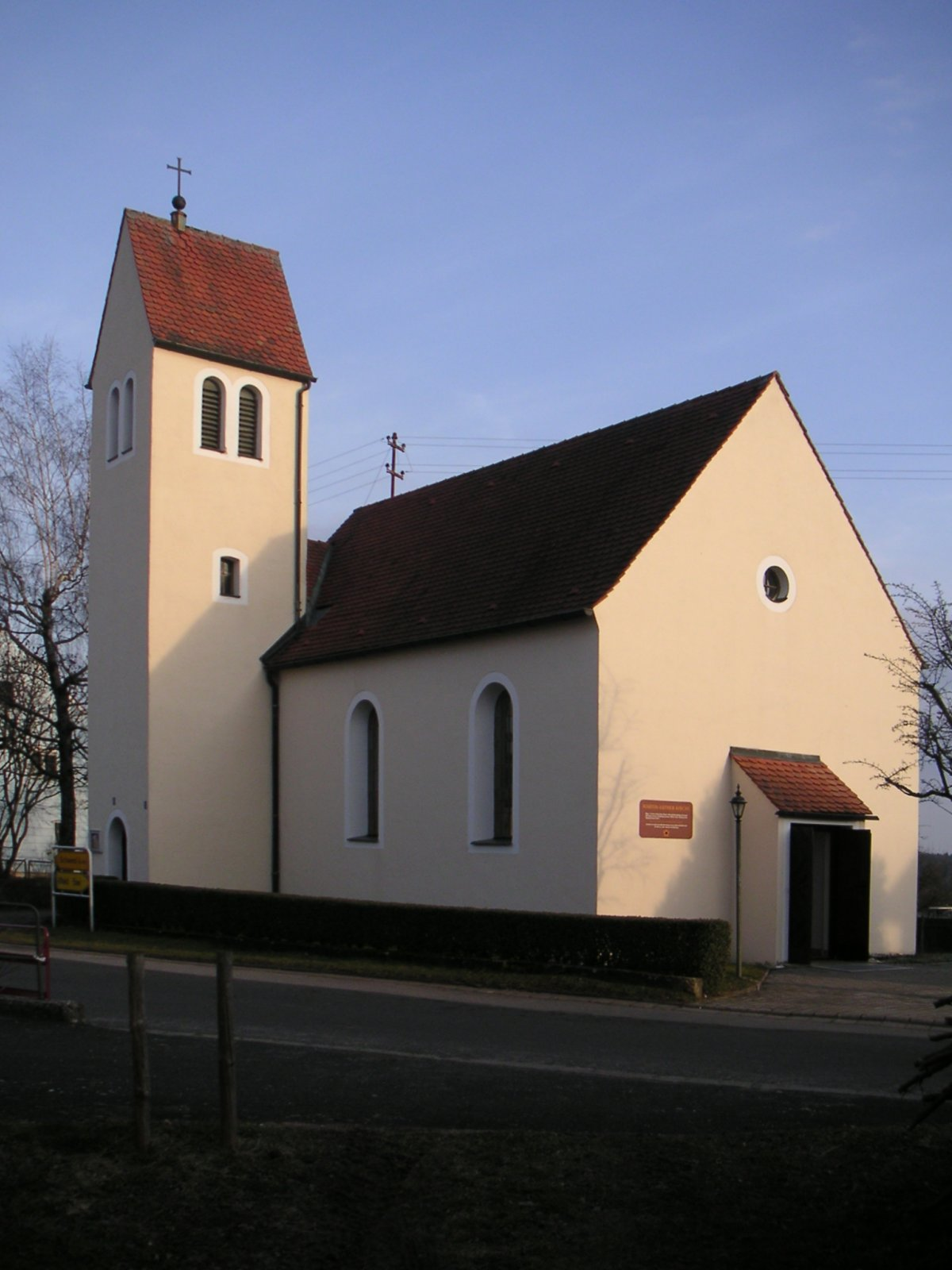
Kirche in Poppberg
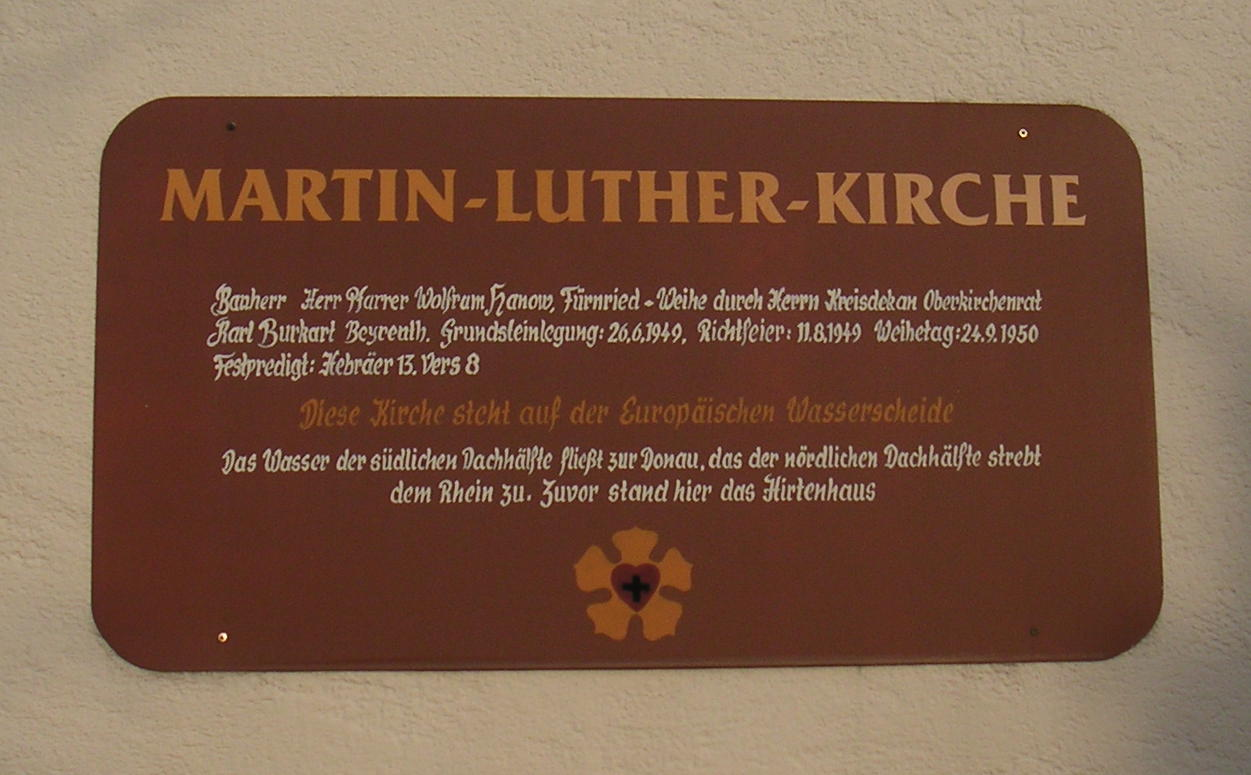
Hinweistafel an der Kirche in Poppberg

## Geschichte

### Bis zur Gründung der Vorläufergemeinden
Nach neueren Erkenntnissen, die in der Kurz- und Langfassung zur Ortschronik Weigendorf von Heinz Leisering niedergelegt sind, ist die Burg Lichtenegg wahrscheinlich vom 11. zum 12. Jahrhundert erbaut worden. Eigentümerin der Burgruine ist die Gemeinde Birgland. Der Standpunkt der Burgruine bietet einen Ausblick nach Mittelfranken, ins Fichtelgebirge, in den Bayerischen Wald und in den Oberpfälzer Wald. Die Kelten nutzten in vorgeschichtlicher Zeit den Ort als Fliehburg. Als erste Burgherren wurden um 1050 die Sulzbacher Grafen genannt. Später wurde Lichtenegg die Stammburg der Preysings. Im Zuge der Verwaltungsreformen in Bayern entstanden mit dem Gemeindeedikt von 1818 die Vorläufer der heutigen Gemeinde, die Gemeinden Eckeltshof, Frechetsfeld, Fürnried, Poppberg und Schwend.

### Gemeindefusion und Eingemeindungen
Birgland entstand im Zuge der Gebietsreform in Bayern am 1. Juli 1972 durch den Zusammenschluss der Gemeinden Eckeltshof, Frechetsfeld, Fürnried, Poppberg und Schwend. Am 1. Mai 1978 schloss sich noch die Gemeinde Sunzendorf an.

### Einwohnerentwicklung
Zwischen 1988 und 2018 wuchs die Gemeinde von 1586 auf 1798 um 212 Einwohner bzw. um 13,4 %.
| Jahr      | 1961 | 1970 | 1987 | 1991 | 1995 | 2000 | 2005 | 2010 | 2015 |
| Einwohner | 1658 | 1621 | 1601 | 1639 | 1709 | 1763 | 1815 | 1834 | 1777 |

### Religion
In der Gemeinde gibt es drei evangelische Kirchen, in denen regelmäßig Gottesdienste abgehalten werden: die Christuskirche in Schwend, die Martin-Luther-Kirche in Poppberg und St. Willibald in Fürnried. Die katholische Gemeinde wird von der Pfarrei in Heldmannsberg mit betreut, der Gottesdienst findet dann in der Simultankirche St. Willibald in Fürnried statt, die bereits seit 1653 simultan genutzt wird. Birgland zählt zu den neun Gemeinden im Nordwesten der Oberpfalz, in der die Bevölkerung mehrheitlich evangelisch ist.

## Politik
- BB: 5
- SPD: 4
- CSU: 3

CSU einschließlich FWG

### Bürgermeisterin
Erste Bürgermeisterin ist Brigitte Bachmann (SPD). Diese wurde bei der Wahl im März 2014 zum ersten Mal
ins Amt gewählt. Bei der Kommunalwahl vom 15. März 2020 wurde sie mit 60,40 % der Stimmen wiedergewählt.

### Gemeinderat
Der Gemeinderat hat zwölf Sitze. Bei der Kommunalwahl vom 15. März 2020 haben von den 1512 stimmberechtigten Einwohnern in der Gemeinde Birgland 1171 von ihrem Wahlrecht Gebrauch gemacht, womit die Wahlbeteiligung bei 77,45 % lag.

### Wappen
| | Blasonierung: „In Rot über grünem Fünfberg eine silberne Quadermauer mit zwei Zinnen, darüber zwei silberne heraldische Lilien.“ |
| Wappenbegründung: Die beiden sulzbachischen Lilien im Wappen symbolisieren die geschichtlichen Beziehungen des Ortes zu den Grafen von Sulzbach. Diese waren einst Besitzer der Burgen Lichtenegg und Burg Poppberg sowie des Klosters Kastl, das als Grundherrschaft im Ort dominierte. Die Zinnenmauer stammt ursprünglich aus dem Wappen der Grafen von Preysing, von welchen auf Lichtenegg eine Seitenlinie der Familie von 1580 bis 1759 ansässig war. Der Fünfberg steht für die 1972 im Rahmen der Gebietsreform zur neuen Gemeinde Birgland (Bergland) zusammengeschlossenen Orte Eckeltshof, Frechetsfeld, Fürnried, Poppberg und Schwend und deutet zugleich auf den Namen hin. | |

## Wanderwege
Birgland verfügt über zahlreiche Wanderwege. Darunter: Birgland-Rundwanderweg und Teile des Anton-Leidinger-Wegs.

## Bildung
Im Jahre 1999 gab es folgende Einrichtungen:
- Kindergärten: 50 Kindergartenplätze mit 58 Kindern
- Grundschule: 1. und 2. Klasse

## Söhne und Töchter der Gemeinde
- Johann Bär (1855–1936), Politiker
- Johann Flierl (1858–1947), Missionar
- Regine Leisner (* 1954), Schriftstellerin